# Флаттах
Флаттах (нем. Flattach) — коммуна (Gemeinde) в Австрии, в федеральной земле Каринтия.
Входит в состав округа Шпитталь-ан-дер-Драу. Население составляет 1323 человека (на 31 декабря 2005 года). Занимает площадь 98,69 км². Официальный код — 2 06 07.

## Политическая ситуация
Бургомистр коммуны — Христоф Фирбаух (б/п) по результатам выборов 2003 года.
Совет представителей коммуны (нем. Gemeinderat) состоит из 15 мест.
- parteilos: 15 мест.